# 黑柄叉蕨
黑柄叉蕨（学名：Tectaria ebenina）为叉蕨科叉蕨属下的一个种。該物種主要分佈於贵州、云南麻栗坡、越南北部海拔1300-1600米的地方。